# Felice Centini
Felice Centini (Ascoli Piceno, 1562 – Macerata, 24 gennaio 1641) è stato un cardinale e vescovo cattolico italiano, noto come il cardinale di Ascoli.

## Biografia
Nato a Polesio, nel comune di Ascoli Piceno, nel 1562 da genitori di povere condizioni, entrò nella provincia marchigiana dei Frati Minori Conventuali. Fu reggente di molti collegi dell'Ordine, di cui fu procuratore generale.
Papa Paolo V lo creò cardinale presbitero nel concistoro del 17 agosto 1611 assegnandogli il titolo di San Girolamo dei Croati (o degli Schiavoni). Da lì optò prima per San Lorenzo in Panisperna (12 agosto 1613), poi per Sant'Anastasia fino ad essere elevato al vescovato suburbicario di Sabina.
Fu vescovo di Mileto e poi delle diocesi unite di Macerata e Tolentino.
Partecipò a due conclavi:
- conclave del 1621 che elesse Gregorio XV,
- conclave del 1623 che elesse Urbano VIII.

Morì a Macerata il 24 gennaio 1641 e fu sepolto nella chiesa di San Francesco del suo Ordine. Nel 1824 le ossa furono traslate nella Cattedrale.

## Genealogia episcopale e successione apostolica
La genealogia episcopale è:
- Cardinale Guillaume d'Estouteville, O.S.B.Clun.
- Papa Sisto IV
- Papa Giulio II
- Cardinale Raffaele Sansone Riario
- Papa Leone X
- Papa Paolo III
- Cardinale Francesco Pisani
- Cardinale Alfonso Gesualdo di Conza
- Papa Clemente VIII
- Papa Paolo V
- Cardinale Felice Centini, O.F.M.Conv.

La successione apostolica è:
- Arcivescovo Giovanni Antonio Angrisani, C.R. (1612)
- Vescovo Paolo Pico, O.P. (1613)
- Vescovo Giovanni Dominico Giaconi (1617)
- Vescovo Giovanni Michele de Varolis, O.F.M.Conv. (1625)